# کنسرت ۷۷
کنسرت ۷۷، نام آلبومی است با صدای شهرام ناظری که در گرامی‌داشت یادروز حافظ در ۲۰ مهر ۱۳۷۷ با همکاری گروه کامکارها در شیراز اجرا شد. این اثر پس از آن چند قطعهٔ دیگر به آن افزوده شد و در سال ۱۳۷۸ به صورت لوح فشرده منتشر شد.

## شرح

### هنرمندان
- آواز: شهرام ناظری
- آهنگساز: کامکارها و شهرام ناظری
- شاعر: مولوی و حافظ
- سرپرست گروه: هوشنگ کامکار

#### نوازندگان
اعضای گروه:
- دف و رباب: بیژن کامکار
- سنتور: پشنگ کامکار
- سنتور: اردوان کامکار
- سه تار: قشنگ کامکار
- سه تار: حافظ ناظری
- تنبک: ارژنگ کامکار
- بربط: ارسلان کامکار
- کمانچه: اردشیر کامکار

### ترانه ها

#### بخش نخست
بخش نخست که در چهارگاه اجرا شد عبارت است از:
1. پیش درآمد و تصنیف ساختهٔ اردشیر کامکار
2. دل‌انگیز: گروه‌نوازی ساختهٔ اردوان کامکار
3. ساز و آواز (درآمد، نغمه، زابل، حصار، مخالف، مویه، فرود)
4. تصنیف: من ترک عشق و شاهد ساغر نمی‌کنم؛ شعر از حافظ، ساختهٔ شهرام ناظری، تنظیم اردوان کامکار

#### بخش دوم
بخش دوم در راست پنجگاه اجرا شد:
1. ساز و آواز، شعر از حافظ
2. کاروان، گروه نوازی ساختهٔ پشنگ کامکار
3. ساز و آواز
4. تصنیف: دل می‌رود ز دستم؛ بر مبنای آواز راک هندی، به روایت استاد حسن کسایی ساختهٔ شهرام ناظری، تنظیم از حمید متبسم

تذکر: تصنیف‌های واران وارانه، هی داد هی بیداد و شیرین شیرین در چاپ‌های لوح فشرده افزوده شده‌است.

#### فهرست
1. پیش درآمد، شعر از حافظ
2. دل انگیز، شعر از مولوی
3. ساز و آواز، شعر از حافظ
4. تصنیفِ من ترک عشق و شاهد ساغر نمی‌کنم، شعر از حافظ
5. ساز و آواز، شعر از ملک‌الشعرای بهار
6. کاروان، گروه‌نوازی
7. ساز و آواز، شعر از مولوی و حافظ
8. تصنیفِ دل می‌رود ز دستم، شعر از حافظ
9. واران وارانه
10. هی داد هی بیداد
11. شیرین شیرین

## منبع
- تارنمای شهرام ناظری